# 阿爾內·阿爾沃寧
阿爾內·阿爾沃寧（芬蘭語：Aarne Armas "Arska" Arvonen，1897年8月4日—2009年1月1日）是一位芬蘭超級人瑞，享嵩壽111歲又150日。阿爾沃寧在出生時芬蘭仍屬於俄羅斯帝國的一部分。阿爾沃寧為已知的芬蘭最後一位出生於19世纪的人物。
阿爾沃寧出生於赫爾辛基，1918年芬蘭內戰時，加入赤衛隊。戰後，他在坦米薩里 (Tammisaari) 集中營度過了一年。他與西爾維·艾米莉亞·薩洛寧 (Sylvi Emilia Salonen) 結婚，並育有兩個女兒，伊爾瑪 (Irma) 和寶拉 (Paula)。他們住在赫爾辛基的卡利奧區。
阿爾沃寧從小就對天文學感興趣。1921年，他成為芬蘭業餘天文學協會的創始成員，他的會員資格持續了近87年。1997年，他100歲時訪問了倫敦。
2008年，他與家人一起慶祝了自己的111歲生日。